# Primeira Liga 2013-2014
La Primeira Liga 2013-2014 (detta anche Liga ZON Sagres per motivi di sponsorizzazione) è stata la 76ª edizione del massimo campionato di calcio portoghese. La stagione è iniziata il 18 agosto 2013 ed è terminata l'11 maggio 2014. Il Porto era la squadra campione in carica, mentre il Benfica ha vinto, con due giornate di anticipo, il suo trentatreesimo titolo.

## Novità
Il Moreirense e il Beira-Mar, ultime due classificate nella stagione 2012-2013, sono retrocesse in Segunda Liga. Al loro posto sono state promosse le prime due classificate della Segunda Liga, Belenenses e Arouca.

## Regolamento
La squadra campione del Portogallo e la seconda classificata sono ammesse alla fase a gironi della UEFA Champions League 2014-2015; la terza classificata è ammessa ai play-off.

La quarta e la quinta classificata sono ammesse rispettivamente al turno di play-off e al terzo turno di qualificazione della UEFA Europa League 2014-2015, assieme alla vincitrice della Taça de Portugal 2013-2014, che invece è ammessa direttamente alla fase a gironi.

La penultima è ammessa ad uno spareggio, mentre l'ultima classificata è retrocessa direttamente in Segunda Liga.

## Squadre partecipanti
| Club              | Città             | Stadio                          | Risultato stagione 2012-2013 |
| ----------------- | ----------------- | ------------------------------- | ---------------------------- |
| Académica         | Coimbra           | Stadio Città di Coimbra         | 11º posto                    |
| Arouca            | Arouca            | Estádio Municipal de Arouca     | 2º posto in Segunda Liga     |
| Belenenses        | Lisbona           | Estádio do Restelo              | 1º posto in Segunda Liga     |
| Benfica           | Lisbona           | Estádio da Luz                  | 2º posto                     |
| Braga             | Braga             | Stadio comunale di Braga        | 4º posto                     |
| Estoril Praia     | Estoril           | Estádio António Coimbra da Mota | 5º posto                     |
| Gil Vicente       | Barcelos          | Estádio Cidade de Barcelos      | 13º posto                    |
| Marítimo          | Funchal           | Estádio dos Barreiros           | 10º posto                    |
| Nacional          | Funchal           | Estádio da Madeira              | 8º posto                     |
| Olhanense         | Olhão             | Estádio José Arcanjo            | 14º posto                    |
| Paços Ferreira    | Paços de Ferreira | Estádio da Mata Real            | 3º posto                     |
| Porto             | Porto             | Estádio do Dragão               | Campione del Portogallo      |
| Rio Ave           | Vila do Conde     | Estádio do Rio Ave FC           | 7º posto                     |
| Sporting Lisbona  | Lisbona           | Stadio José Alvalade            | 6º posto                     |
| Vitória Guimarães | Guimarães         | Estádio D. Afonso Henriques     | 9º posto                     |
| Vitória Setúbal   | Setúbal           | Estádio do Bonfim               | 12º posto                    |

## Classifica finale
|  | Pos. | Squadra           | Pt | G  | V  | N  | P  | GF | GS | DR  |
|  | ---- | ----------------- | -- | -- | -- | -- | -- | -- | -- | --- |
|  | 1.   | Benfica           | 74 | 30 | 23 | 5  | 2  | 58 | 18 | +40 |
|  | 2.   | Sporting Lisbona  | 67 | 30 | 20 | 7  | 3  | 54 | 20 | +34 |
|  | 3.   | Porto             | 61 | 30 | 19 | 4  | 7  | 57 | 25 | +32 |
|  | 4.   | Estoril Praia     | 54 | 30 | 15 | 9  | 6  | 42 | 26 | +16 |
|  | 5.   | Nacional          | 45 | 30 | 11 | 12 | 7  | 43 | 33 | +10 |
|  | 6.   | Marítimo          | 41 | 30 | 11 | 8  | 11 | 40 | 44 | -4  |
|  | 7.   | Vitória Setúbal   | 39 | 30 | 10 | 9  | 11 | 41 | 41 | 0   |
|  | 8.   | Braga             | 37 | 30 | 10 | 7  | 13 | 39 | 37 | +4  |
|  | 9.   | Académica         | 37 | 30 | 9  | 10 | 11 | 25 | 35 | -10 |
|  | 10.  | Vitória Guimarães | 35 | 30 | 10 | 5  | 15 | 30 | 35 | -5  |
|  | 11.  | Rio Ave           | 32 | 30 | 8  | 8  | 14 | 21 | 35 | -14 |
|  | 12.  | Arouca            | 31 | 30 | 8  | 7  | 15 | 28 | 42 | -14 |
|  | 13.  | Gil Vicente       | 31 | 30 | 8  | 7  | 15 | 23 | 37 | -14 |
|  | 14.  | Belenenses        | 28 | 30 | 6  | 10 | 14 | 19 | 33 | -14 |
|  | 15.  | Paços Ferreira    | 24 | 30 | 6  | 6  | 18 | 28 | 59 | -31 |
|  | 16.  | Olhanense         | 24 | 30 | 6  | 6  | 18 | 21 | 49 | -28 |

Legenda:

      Campione del Portogallo e ammessa alla UEFA Champions League 2014-2015

      Ammesse alla UEFA Champions League 2014-2015

      Ammesse alla UEFA Europa League 2014-2015

      Ammessa allo spareggio promozione-retrocessione

      Retrocessa in Segunda Liga 2014-2015

### Verdetti
- Benfica campione di Portogallo 2013-2014 e qualificato alla UEFA Champions League 2014-2015.
- Sporting Lisbona qualificato alla fase a gironi della UEFA Champions League 2014-2015,  Porto qualificato allo spareggio.
- Rio Ave qualificato al penultimo turno preliminare della UEFA Europa League 2014-2015,  Estoril Praia qualificato ai gironi,  Nacional qualificato all'ultimo turno preliminare.
- Paços Ferreira parteciperà alla Primeira Liga 2014-2015 dopo lo spareggio promozione-retrocessione.
- Olhanense retrocesso in Segunda Liga 2014-2015.

## Spareggio promozione-retrocessione
|                | Risultati |                | Luogo e data                      |  |
| -------------- | --------- | -------------- | --------------------------------- |  |
| Desp. Aves     | 0 - 0     | Paços Ferreira | Vila das Aves, 16 maggio 2014     |  |
| Paços Ferreira | 3 - 1     | Desp. Aves     | Paços de Ferreira, 21 maggio 2014 |  |

## Risultati
|                   | Aca  | Aro  | Bel  | Ben  | Bra  | Est  | Gil  | Mar  | Nac  | Olh  | Paç  | Por  | Rio  | Spo  | VGu  | VSe  |
| ----------------- | ---- | ---- | ---- | ---- | ---- | ---- | ---- | ---- | ---- | ---- | ---- | ---- | ---- | ---- | ---- | ---- |
| Académica         | –––– | 0-0  | 2-1  | 0-3  | 1-1  | 0-1  | 1-0  | 1-1  | 0-0  | 2-1  | 4-2  | 1-0  | 0-1  | 0-4  | 0-0  | 1-1  |
| Arouca            | 0-3  | –––– | 2-0  | 0-2  | 0-1  | 1-2  | 1-0  | 1-2  | 1-1  | 2-0  | 0-0  | 1-3  | 1-0  | 1-2  | 0-2  | 1-0  |
| Belenenses        | 0-0  | 1-0  | –––– | 0-1  | 2-1  | 0-0  | 0-0  | 1-0  | 2-3  | 2-0  | 1-1  | 1-1  | 0-3  | 0-1  | 3-1  | 1-3  |
| Benfica           | 3-0  | 2-2  | 1-1  | –––– | 1-0  | 2-0  | 2-1  | 2-0  | 2-0  | 2-0  | 3-1  | 2-0  | 4-0  | 2-0  | 1-0  | 1-1  |
| Braga             | 0-1  | 2-2  | 2-1  | 0-1  | –––– | 3-2  | 4-1  | 1-1  | 2-1  | 4-1  | 1-1  | 1-3  | 0-1  | 1-2  | 3-0  | 2-0  |
| Estoril Praia     | 1-1  | 1-1  | 1-1  | 1-2  | 2-1  | –––– | 2-0  | 1-0  | 3-1  | 4-0  | 1-0  | 2-2  | 0-1  | 0-0  | 0-2  | 0-2  |
| Gil Vicente       | 2-0  | 0-3  | 0-1  | 1-1  | 1-0  | 0-0  | –––– | 1-1  | 1-0  | 1-1  | 2-1  | 1-2  | 1-2  | 0-2  | 1-0  | 1-0  |
| Marítimo          | 3-1  | 1-0  | 2-0  | 2-1  | 2-2  | 1-3  | 3-2  | –––– | 2-2  | 1-1  | 3-4  | 1-0  | 1-0  | 1-3  | 2-1  | 1-0  |
| Nacional          | 1-0  | 0-1  | 2-0  | 2-4  | 3-0  | 2-2  | 2-0  | 2-0  | –––– | 0-0  | 2-1  | 2-1  | 1-1  | 1-1  | 1-1  | 2-2  |
| Olhanense         | 0-1  | 1-0  | 0-0  | 2-3  | 0-2  | 1-2  | 2-1  | 1-1  | 1-1  | –––– | 1-0  | 2-1  | 0-1  | 0-2  | 0-1  | 2-1  |
| Paços de Ferreira | 2-4  | 3-1  | 1-0  | 0-2  | 0-2  | 0-3  | 0-2  | 3-1  | 0-5  | 3-1  | –––– | 0-1  | 0-0  | 1-3  | 1-3  | 1-1  |
| Porto             | 3-1  | 4-1  | 1-0  | 2-1  | 2-0  | 0-1  | 2-0  | 3-0  | 1-1  | 4-0  | 3-0  | –––– | 3-0  | 3-1  | 1-0  | 3-0  |
| Rio Ave           | 0-0  | 1-1  | 1-0  | 1-3  | 1-1  | 0-2  | 0-1  | 1-1  | 0-3  | 1-2  | 0-0  | 1-3  | –––– | 1-2  | 0-1  | 2-0  |
| Sporting CP       | 0-0  | 5-1  | 3-0  | 1-1  | 2-1  | 0-1  | 2-0  | 3-2  | 0-0  | 1-0  | 4-0  | 1-0  | 1-1  | –––– | 1-0  | 4-0  |
| Vitória Guimarães | 3-0  | 2-3  | 0-0  | 0-1  | 1-0  | 1-3  | 0-0  | 1-0  | 1-2  | 2-0  | 1-2  | 2-2  | 1-0  | 0-1  | –––– | 1-4  |
| Vitória Setúbal   | 1-0  | 1-0  | 0-0  | 0-2  | 1-1  | 1-1  | 2-2  | 2-4  | 3-0  | 3-1  | 4-0  | 1-3  | 2-0  | 2-2  | 3-2  | –––– |

## Statistiche e record

### Record
- Maggior numero di vittorie:  Benfica (23)
- Minor numero di sconfitte: Benfica (2)
- Migliore attacco: Benfica (58 gol fatti)
- Miglior difesa: Benfica (18 gol subiti)
- Miglior differenza reti: Benifca (+40)
- Maggior numero di pareggi: Nacional (12)
- Minor numero di pareggi: Porto (4)
- Minor numero di vittorie: Olhanense, Paços de Ferreira, Belenenses (6)
- Maggior numero di sconfitte: Olhanense, Paços de Ferreira (18)
- Peggiore attacco: Belenenses (19 gol fatti)
- Peggior difesa: Paços de Ferreira (59 gol subiti)
- Peggior differenza reti: Paços de Ferreira (-31)
- Partita con più reti: Maritimo - Paços de Ferreira 3-4 (7)
- Partita con maggiore scarto di gol: Paços de Ferreira - Nacional 0-5 (5)

### Classifica marcatori
| Gol |  |  | Giocatore        | Squadra          |
| --- |  |  | ---------------- | ---------------- |
| 20  |  |  | Jackson Martínez | Porto            |
| 16  |  |  | Derley           | Marítimo         |
| 16  |  |  | Rafael Martins   | Vitória Setúbal  |
| 14  |  |  | Lima             | Benfica          |
| 13  |  |  | Fredy Montero    | Sporting Lisbona |
| 12  |  |  | Mario Rondón     | Nacional         |
| 11  |  |  | Bebé             | Paços Ferreira   |
| 11  |  |  | Evandro Goebel   | Estoril Praia    |
| 11  |  |  | Rodrigo          | Benfica          |
| 10  |  |  | Héldon           | Sporting Lisbona |